# Síndrome de enfermedad posorgásmica
El síndrome de enfermedad posorgásmica (postorgasmic illness syndrome en inglés y abreviado "POIS") es un síndrome en el cual aparecen síntomas físicos y cognitivos crónicos después de la eyaculación. Los síntomas pueden durar varios días, a veces hasta una semana. La causa y la prevalencia son desconocidas; se considera una enfermedad rara.

## Señales y síntomas
Las características distintivas del POIS son:
1. la aparición rápida de síntomas después de la eyaculación;
2. la presencia de una reacción sistémica abrumadora.[3]

Los síntomas del POIS, que se denominan "ataque de POIS", pueden incluir alguna combinación de los siguientes: disfunción cognitiva, afasia, dolor muscular en todo el cuerpo, fatiga severa, debilidad y síntomas parecidos a los de la gripe o alergias, como estornudos, picazón en los ojos e irritación nasal. Los síntomas adicionales incluyen dolor de cabeza, mareos, aturdimiento, problemas sensoriales y motores, malestar intenso, irritabilidad, ansiedad, disturbios gastrointestinales, anhelo de alivio, susceptibilidad al estrés del sistema nervioso (p. ej., resfriado común), estado de ánimo deprimido y dificultad para comunicarse, recordar palabras, leer y retener información, concentrarse y socializar. Las personas afectadas también pueden experimentar calor intenso o frío.
Los síntomas comienzan poco después o dentro de una media hora de eyaculación.
Los síntomas pueden durar varios días, a veces hasta una semana.
En algunos hombres, el comienzo de POIS está en la pubertad, mientras que en otros, el inicio está en sus veinte. [cita requerida] POIS que se manifiesta desde las primeras eyaculaciones en la adolescencia se llama tipo primario; POIS que comienza más tarde en la vida se llama tipo secundario.
Muchos pacientes con POIS informan sobre la eyaculación precoz de por vida, con el tiempo de latencia de la eyaculación intravaginal de menos de un minuto.

### Sinónimos y condiciones relacionadas
POIS ha sido llamado "síndrome posteyaculatorio", "síndrome de enfermedad postorgasmo", "enfermedad post eyaculación", y "síndrome de enfermedad post orgásmica" .
En inglés se le llama Post Orgasmic Illness Syndrome, Postorgasmic illness syndrome o simplemente POIS.
El síndrome de Dhat es una enfermedad, descrita por primera vez en 1960 en la India, con síntomas similares al POIS. Se cree que el síndrome de Dhat es un síndrome cultural psiquiátrico y se trata con terapia cognitivo-conductual junto con fármacos antidepresivos y ansiolíticos.
Tristesse poscoital (PCT) es una sensación de depresión melancólica y ansiedad después de una relación sexual que dura de cinco minutos a dos horas. PCT, que afecta tanto a hombres como a mujeres, ocurre solo después de las relaciones sexuales y no requiere que ocurra un orgasmo, y en que sus efectos son principalmente emocionales en lugar de fisiológicos. Por el contrario, POIS afecta solo a los hombres, es principalmente de síntomas fisiológicos que se desencadenan por la eyaculación y que puede durar, en algunas personas, hasta por una semana. Si bien PCT y POIS son condiciones distintas, algunos médicos especulan que podrían estar relacionados.
Una serie de síntomas más sutiles y persistentes después del orgasmo, que no constituyen POIS, puede contribuir a la habituación entre compañeros. Pueden aparecer como inquietud, irritabilidad, aumento de la frustración sexual, apatía, lentitud, necesidad, insatisfacción con un compañero o llanto durante los días o semanas posteriores a la estimulación sexual intensa. Tales fenómenos pueden ser parte de  la fisiología de apareamiento humano mismo.

## Mecanismo
La causa de POIS es desconocida. Algunos médicos hipotetizan que el POIS es causado por una reacción autoinmune, otros doctores sospechan que es un desequilibrio hormonal y otros un problema neuropsicológico debido a desbalances químicos o problemas . Aunque también se han propuesto otras causas, ninguna de las causas propuestas parece explicar completamente la enfermedad.

### Hipótesis de la alergia
Según una hipótesis, "POIS es causado por tipo I y tipo IV alergia al propio semen de los hombres". Específicamente, 

Péptidos autógenos seminales o péptidos liberados de las células del revestimiento uretral alterado, contactan el epitelio de la mucosa interna] del uretra. Durante este contacto, el (los) antígeno (s) de semen y / o fluido seminal es reconocido y absorbido por células dendríticas s en el epitelio. Estas células deambulan a las zonas de células T de los ganglios linfáticos, donde presentan el antígeno (s) del líquido seminal a las células T vírgenes e inician la cascada de eventos de una reacción de hipersensibilidad.

[cita requerida]
POIS también podría ser causado por una reacción autoinmune no al semen en sí, sino a otra sustancia que se libera durante la eyaculación, como a citoquinas.
La hipótesis de la alergia ha sido disputada. Según un estudio, "IgE - la alergia al semen mediada en hombres puede no ser el mecanismo potencial de POIS". Un informe de un caso consideró que la prueba cutánea para el semen autólogo fue negativa.

### Hipótesis hormonal
Según otra hipótesis, POIS es causada por un desequilibrio hormonal, como baja progesterona, [cita requerida] baja cortisol, baja testosterona, elevación de prolactina, hipotiroidismo, o baja DHEA.
POIS podría ser causado por un defecto en la síntesis de precursores de neuroesteroides. En este caso, el mismo tratamiento puede no ser efectivo para diferentes pacientes. Diferentes víctimas pueden tener diferentes precursores faltantes, lo que en última instancia conduce a una deficiencia del mismo neuroesteroide particular, causando síntomas similares. [cita requerida]

### Otras posibilidades
El Dr.Waldinger  postula que el POIS es una reacción autoinmune causada por un antígeno en el plasma seminal del hombre.
POIS también podría ser causado por hiperglucemia o por desequilibrios químicos en el cerebro.
La actividad sexual por primera vez puede preparar el escenario para un ataque asociado al asma o puede agravar el asma preexistente. Los estímulos emocionales intensos durante las relaciones sexuales pueden conducir a un desequilibrio autonómico con una reactividad parasimpática, causando la liberación de mastocitos mediadores que pueden provocar asma poscoital y/o rinitis en estos pacientes.
También es posible que, en diferentes individuos, las causas del POIS sean diferentes. POIS podría representar "un espectro de síndromes de causas diferentes".
Ninguna de las causas actualmente propuestas para POIS explica la conexión entre POIS y la eyaculación precoz de por vida. [cita requerida]

## Diagnóstico
No existe un criterio de diagnóstico generalmente acordado para POIS. Un grupo ha desarrollado cinco criterios preliminares para diagnosticar POIS. Estos son:
1. presenta uno o más de los siguientes síntomas: sensación de un estado similar a la gripe, fatiga extrema o agotamiento, debilidad de la musculatura, experiencias de fiebre o sudoración, alteraciones del humor y/o irritabilidad, dificultades de memoria, problemas de concentración, habla incoherente, congestión nariz o nariz acuosa, picazón en los ojos;
2. todos los síntomas ocurren inmediatamente (p. ej., segundos), pronto (p. ej., minutos) o algunas horas después de la eyaculación iniciada por coito, masturbación, y/o espontáneamente (p. ej., una eyaculación nocturna durante el sueño);
3. síntomas ocurren siempre o casi siempre, por ejemplo, en más del 90% de los eventos de eyaculación;
4. la mayoría de estos síntomas duran alrededor de 2-7 días; y
5. desaparecen espontáneamente.[3]

POIS es propenso a ser atribuido erróneamente a factores psicológicos tales como hipocondría o trastorno somatomorfo.

## Gestión
No existe un método estándar para tratar o manejar POIS. Los pacientes deben ser examinados a fondo en un intento por encontrar las causas de sus síntomas del POIS, que a menudo son difíciles de determinar y que varían entre los pacientes. Una vez que se formula la hipótesis de una causa, se puede intentar un tratamiento apropiado. A veces, se intenta más de un tratamiento, hasta que se encuentre uno que funcione.
Las personas afectadas generalmente evitan la actividad sexual, especialmente la eyaculación, o programarlo para los momentos en que pueden descansar y recuperarse durante varios días después. En caso de que se sospeche tristeza post-coital, los pacientes podrían tratarse con inhibidor selectivo de la recaptación de serotonina s.
Otro paciente, en quien se sospechó que el POIS era causado por la liberación de citoquinas, fue tratado exitosamente con antiinflamatorios no esteroideos (AINE) justo antes y durante uno o dos días después de la eyaculación. El paciente tomó diclofenac 75mg de 1 a 2 horas antes de la actividad sexual con orgasmo, y continuó dos veces al día durante 24 a 48 horas.
Un paciente POIS con disfunción eréctil y eyaculación precoz tenían síntomas de severidad mucho más bajos en las ocasiones en que pudo mantener la erección peneana el tiempo suficiente para lograr la penetración vaginal y eyacular dentro de su pareja. El paciente tomó tadalafil para tratar su disfunción eréctil y eyaculación precoz. Esto aumentó el número de ocasiones en que pudo eyacular dentro de su pareja, y disminuyó el número de ocasiones en que experimentó síntomas de POIS. Se cree que este paciente tiene síndrome de Dhat en lugar de realmente POIS.
En un paciente, los síntomas del POIS eran tan graves que decidió someterse a castración para aliviarlos. Los síntomas del POIS se curaron mediante la castración.
Dos pacientes, en quienes se sospechó que el POIS era causado por una reacción autoinmune a su propio semen, se trataron con éxito con inmunoterapia con alergenos con su propio semen autólogo. Recibieron múltiples inyecciones subcutáneas de su propio semen durante tres años. El tratamiento con semen autólogo "podría tomar de 3 a 5 años antes de que se manifieste cualquier reducción de síntomas clínicamente relevante". Un informe de caso utilizó una técnica conocida como "Inmunoterapia Intraluminámica", el tratamiento ha sido exitoso para mejorar el 60-90% de los síntomas. El paciente recibió solo cinco inyecciones del semen autólogo utilizando esta técnica.
Los tratamientos no siempre son exitosos, especialmente cuando no se ha determinado la causa del POIS en un paciente en particular. En un paciente, todos cuyos pruebas de laboratorio de rutina eran normales, se intentó lo siguiente, todo sin éxito: ibuprofeno, 400 mg por demanda; tramadol 50 mg una hora antes del coito; y escitalopram 10mg al día a la hora de acostarse durante 3 meses.
Algunos pacientes han afirmado de que tomar 100-300mg de Niacina (Vitamina B3) con efecto flush 30 o 45 minutos antes de la eyaculación alivia los síntomas, y en algunos casos no aparecen.

## Epidemiología
Se desconoce la prevalencia del POIS. POIS está catalogado como enfermedad rara por los National Institutes of Health de EE. UU. y el europeo Orphanet. Se cree que está infradiagnosticado y subinformado.
Encontramos alrededor de sesenta casos descritos en la literatura durante las últimas tres décadas. Se encuentra este síndrome principalmente en hombres, fue descrito por primera vez en 2002 por Waldinger y Schweitzer, quienes informaron dos casos. 

### Mujeres
Es posible que exista una enfermedad similar en las mujeres, sin embargo, a partir de 2016, solo hay una paciente documentada.